# Dakota (schip, 1905)
De SS Dakota was een Amerikaans passagiersschip van de rederij Great Northern Steam Ship Company voor het transport naar het Verre Oosten. Het was het grootste schip in zijn tijd en het zusterschip van de Minnesota.
Op 7 maart 1907 kwam het schip op 64 km voor de kust van Yokohama op een rif terecht. Alle opvarenden konden het schip verlaten. Op 23 maart tijdens een storm brak het schip.
De kapitein begon daarna als bewaker op een scheepswerf te San Francisco en voer nooit meer.